# Томас Банхофф
Томас Френсіс Банхофф (Thomas Francis Banchoff, нар. 1938) — американський математик, який спеціалізується на геометрії. Він є професором Браунського університету, де він викладав з 1967 року. Відомий своїми дослідженнями диференціальної геометрії в трьох та чотирьох вимірах, своїми зусиллями з розробки методів комп'ютерної графіки на початку 1990-х, а останнім часом і за його піонерськими роботами в царині бакалаврської освіти з використанням онлайн-ресурсів. Був президентом Математичної асоціації Америки.
Вчився в університеті Нотр-Дам і отримав докторський ступінь в УК Берклі в 1964 році, де він був студентом Шинг-Шен Черна. До Браунського університету він викладав у Гарвардському університеті та Амстердамському університеті. У 2012 році став співробітником Американського математичного товариства.